# Aeropuerto Internacional Rafael Núñez
Aeropuerto Internacional Rafael Núñez is de internationale luchthaven van Cartagena, Colombia. De luchthaven is vernoemd naar voormalig president en tekstschrijver van het Colombiaanse volkslied, Rafael Núñez. Vanaf de luchthaven zijn er vluchten binnen de Amerika's en naar Europa en het vliegveld is een basis voor Avianca.

## Geschiedenis
In 2023 werd groen licht gegeven voor uitbreiding van de luchthaven door een nieuwe terminal te bouwen. In maart 2024 volgde een investering van 1,4 miljard pesos om de luchthaven verder uit te breiden en te moderniseren, totdat de luchthaven op termijn vervangen wordt door een nieuw te bouwen luchthaven.
In 2024 verwerkte de luchthaven ruim 7,5 miljoen passagiers.

## Luchtvaartmaatschappijen en bestemmingen

### Passagiers
Vanaf Aeropuerto Internacional Rafael Núñez kan worden gevlogen naar de volgende bestemmingen met de volgende luchtvaartmaatschappijen (juli 2025):
| Luchtvaartmaatschappij   | Bestemmingen |
| ------------------------ | --- |
| Aeroméxico               | Mexico-Stad |
| Air Canada               | Seizoensgebonden: Montréal (vanaf 20 december 2025), Toronto (hervat 20 december 2025)                           |
| Air Transat              | Seizoensgebonden: Montréal (hervat 29 oktober 2025), Toronto (hervat 1 november 2025)                            |
| American Airlines        | Miami |
| Arajet                   | Punta Cana, Santo Domingo                                                                                        |
| Avianca                  | Bogotá, Bucaramanga, Cali, Medellín, Pereira Seizoensgebonden: Miami, New York, Santiago (hervat 1 januari 2026) |
| Avianca Costa Rica       | San José |
| Copa Airlines            | Panama-Stad |
| Delta Air Lines          | Atlanta |
| Edelweiss Air            | Seizoensgebonden: Zürich (hervat 26 oktober 2025)                                                                |
| JetBlue                  | New York |
| JetSmart Colombia        | Bogotá, Cali, Medellín, Pereira                                                                                  |
| JetSmart Perú            | Lima |
| KLM                      | Amsterdam |
| LATAM Airlines Colombia  | Bogotá, Cali, Medellín, San Andrés                                                                               |
| LATAM Airlines Perú      | Lima |
| Neos                     | Seizoensgebonden: Milaan (hervat 2 november 2025)                                                                |
| Plus Ultra Líneas Aéreas | Madrid |
| Spirit Airlines          | Fort Lauderdale                                                                                                  |
| Wingo                    | Balboa, Bogotá, Medellín, San Andrés                                                                             |

### Vracht
Daarnaast heeft de luchthaven vrachtverbindingen met de volgende luchthavens:
| Luchtvaartmaatschappij | Bestemmingen |
| ---------------------- | ------------ |
| AerCaribe              | Bogotá       |